# تشاد مورتون
تشاد مورتون (بالإنجليزية: Chad Morton)‏ هو لاعب كرة قدم أمريكية أمريكي، ولد في 4 أبريل 1977 في توررانسي في الولايات المتحدة.

## وصلات خارجية
- تشاد مورتون على موقع مرجع كرة القدم المحترفة.كوم (الإنجليزية)